# Lasiophanes valdiviensis
Lasiophanes valdiviensis är en myrart som först beskrevs av Auguste-Henri Forel 1904.  Lasiophanes valdiviensis ingår i släktet Lasiophanes och familjen myror. Inga underarter finns listade i Catalogue of Life.